# WWEエクストリーム・ルールズ
エクストリーム・ルールズ（英: Extreme Rules）は、アメリカのプロレス団体WWEが主催するプロレス興行の名称。また、同興行を扱うPPV（ペイ・パー・ビュー）の名称でもある。2005年から2008年まで行われたワン・ナイト・スタンド（One Night Stand）から、2009年に変更された。この興行はワン・ナイト・スタンド同様、全試合がハードコア・ルールの公演となっている。

## 試合結果

### 第1回大会（2009年）WWE Extreme Rules 2009
- 開催日：6月7日
- 開催場所：ルイジアナ州ニューオーリンズのニューオーリンズ・アリーナ
- 観客動員数：9,124人
- 公式大会曲：Sick Puppies - You're Going Down
- ダーク・マッチ -Dark Match-

○ミッキー・ジェームス＆ケリー・ケリー vs ベス・フェニックス＆ローザ・メンデス●
- フェイタル4ウェイ形式ユナイテッドステイツ王座戦 -Fatal Four-Way Match for the WWE United States Championship-

○コフィ・キングストン（c） vs MVP vs マット・ハーディー vs ウィリアム・リーガル●
- ノー・ホールズ・バード形式インターコンチネンタル王座戦 -No Holds Barred Match for the WWE Intercontinental Championship-

●レイ・ミステリオ（c） vs クリス・ジェリコ○
- サモアン・ストラップ・マッチ -Samoan Strap Match-

○CMパンク vs ウマガ●
- トリプルスレットハードコア・マッチ形式ECW王座戦 -Triple Threat Hardcore Match for the ECW Championship-

クリスチャン（c） vs ●ジャック・スワガー vs トミー・ドリーマー○
- 豚小屋マッチ形式"ミス・レッスルマニア"戦 -Hog Pen Match for the title of Miss WrestleMania-

●ヴィッキー・ゲレロ＆チャボ・ゲレロ vs サンティーナ・マレラ○
試合直前にヴィッキーがハンディキャップマッチへと変更
- スティール・ケージ・マッチ形式WWE王座戦 -Steel Cage Match for the WWE Championship-

●ランディ・オートン（c） vs バティスタ○
- サブミッション・マッチ -Submission Match-

○ジョン・シナ vs ビッグ・ショー●
- ラダー・マッチ形式世界ヘビー級王座戦 -Ladder Match for the World Heavyweight Championship-

●エッジ（c） vs ジェフ・ハーディー○
試合後CMパンクが登場しマネー・イン・ザ・バンクの権利を行使し、王座戦が組まれる
- 世界ヘビー級王座戦 -World Heavyweight Championship-

●ジェフ・ハーディー(c) vs CMパンク○

### 第2回大会（2010年）WWE Extreme Rules 2010
- 開催日：4月25日
- 開催場所：メリーランド州ボルチモアのファースト・マリナー・アリーナ
- 観客動員数：12,278人
- 公式大会曲：Saliva - Time to Shine
- ダーク・マッチ -Dark Match-

○コフィ・キングストン vs ドルフ・ジグラー●
- ガントレット・マッチ -Gaunlet Match-

○ショー・ミズ(ビッグ・ショー&ザ・ミズ) vs ジョン・モリソン&Rトゥルース●
○ショー・ミズ(ビッグ・ショー&ザ・ミズ) vs MVP&マーク・ヘンリー●
●ショー・ミズ(ビッグ・ショー&ザ・ミズ) vs ハート・ダイナスティ(タイソン・キッド&デビッド・ハート・スミス)○
ハート・ダイナスティがWWE統一タッグ王座の第一挑戦者となる
- ヘアー・マッチ -Hair Match-

○CMパンク vs レイ・ミステリオ●
CMパンクが負けた場合は丸坊主となる。
- ストラップ・マッチ -Strap Match-

○JTG vs シャド・ガスパード●
- エクストリーム・ルール形式世界ヘビー級王座戦 -Extreme Rules Match for the World Heavyweight Championship-

○ジャック・スワガー(c) vs ランディ・オートン●
- ストリート・ファイト -Street Fight-

○シェイマス vs トリプルH●
- エクストリーム・メイクオーバー・マッチ形式WWE女子王座戦 -Extreme Makeover Match for the WWE Women's Championship-

●ミシェル・マクール(c) （w / レイラ&ヴィッキー・ゲレロ） vs ベス・フェニックス○
- スティール・ケージ・マッチ -Steel Cage Match-

○エッジ vs クリス・ジェリコ●
- ラストマン・スタンディング・マッチ形式WWE王座戦 -Last Man Standing Match for the WWE Championship-

○ジョン・シナ(c) vs バティスタ●

### 第3回大会（2011年）WWE Extreme Rules 2011
- 開催日：5月1日
- 開催地：フロリダ州タンパのセント・ピート・タイムズ・フォーラム
- 観客動員数：10,000人
- 公式大会曲：Rev Theory - Justice
- ダーク・マッチ -Dark Match-

○シン・カラ vs タイソン・キッド●
- ラストマン・スタンディング・マッチ -Last Man Standing Match-

○ランディ・オートン vs CMパンク●
- テーブルマッチ形式ユナイテッドステイツ王座戦 -Tables Match for the WWE United States Championship-

●シェイマス(c) vs コフィ・キングストン○
- カントリー・ウイピング・タックチームマッチ -Tag Team Country Whipping Match-

○マイケル・コール&ジャック・スワガー vs ジム・ロス&ジェリー "ザ・キング" ローラー●
- フォールズ・カウント・エニウェアマッチ -Falls Count Anywhere Match-

○レイ・ミステリオ vs コーディ・ローデス●
- ノーDQ・敗者WWE追放マッチ -No Disqualification losers Leaves WWE Match-

○レイラ vs ミシェル・マクール●
- ラダー・マッチ形式世界ヘビー級王座決定戦 -Ladder Match for the vacant World Heavyweight Championship-

○クリスチャン vs アルベルト・デル・リオ●
- ランバージャック・マッチ形式WWEタッグ王座戦 -Lumberjack Match for the WWE Tag Team Championship-

○ケイン&ビッグ・ショー(c) vs ザ・コア(ウェイド・バレット&エゼキエル・ジャクソン)●
- トリプルスレット・スティール・ケージ・マッチ形式WWE王座戦 -Triple Threat Steel Cage Match for the WWE Championship-

●ザ・ミズ(c) vs ジョン・モリソン vs ジョン・シナ○

### 第4回大会（2012年）WWE Extreme Rules 2012
- 開催日：4月29日
- 開催地：イリノイ州シカゴのオールステート・アリーナ
- 観客動員数：14,117人
- 公式大会曲：Shinedown - Adrenaline
- ダーク・マッチ/ユナイテッドステイツ王座戦 -WWE United States Championship-

○サンティーノ・マレラ(c) vs ザ・ミズ●
- フォールズ・カウント・エニウェアマッチ -Falls Count Anywhere Match-

○ランディ・オートン vs ケイン●
- ○ブローダス・クレイ(w / ホーンスワグル,キャメロン&ナオミ) vs ドルフ・ジグラー(w / ヴィッキー・ゲレロ&ジャック・スワガー)●
- テーブルマッチ形式インターコンチネタル王座戦 -Tables Match for the WWE Intercontinental Championship-

●ビッグ・ショー(c) vs コーディ・ローデス○
- 3本勝負形式世界ヘビー級王座戦 -Two Out Of Three Falls Match for the World Heavyweight Championship-

○シェイマス(c) vs ダニエル・ブライアン●
1本目 ○シェイマス vs ダニエル・ブライアン●
2本目 ●シェイマス vs ダニエル・ブライアン○
3本目 ○シェイマス vs ダニエル・ブライアン●
- ハンディキャップマッチ -2-on-1 Handicap Match-

○ライバック vs アーロン・レリック&ジェイ・ハットン●
- シカゴ・ストリート・ファイト形式WWE王座戦 -Chicago Street Fight for the WWE Championship-

○CMパンク(c) vs クリス・ジェリコ●
- ディーヴァズ王座戦 -WWE Divas Championship-

●ニッキー・ベラ(c)(w / ブリー・ベラ) vs レイラ○
- エクストリーム・ルール・マッチ -Extreme Rules Match-

○ジョン・シナ vs ブロック・レスナー●

### 第5回大会（2013年）WWE Extreme Rules 2013
- 開催日：5月19日
- 開催地：ミズーリ州セントルイスのスコットトレード・センター
- 観客動員数：17,529人
- 公式大会曲：エアボーン - Live It Up
- ダーク・マッチ -Dark Match-

○ザ・ミズ vs コーディ・ローデス●
- ○クリス・ジェリコ vs ファンダンゴ(w / サマー・レイ)●
- ユナイテッドステイツ王座戦 -WWE United States Championship-

●コフィ・キングストン(c) vs ディーン・アンブローズ○
- ストラップ・マッチ -Strap Match-

○シェイマス vs マーク・ヘンリー●
- "アイ・クイット" マッチ形式世界ヘビー級王座第一挑戦者決定戦 -"I Quit" match for the #1 contendership to the World Heavyweight Championship-

○アルベルト・デル・リオ(w / リカルド・ロドリゲス) vs ジャック・スワガー(w / ゼブ・コルター)●
- トルネード形式WWEタッグ王座戦 - Tornado tag team match for the Tag Team Championship-

●チーム・ヘル・ノー（ケイン&ダニエル・ブライアン）(c) vs ザ・シールド（セス・ロリンズ&ロマン・レインズ）○
- エクストリーム・ルール・マッチ -Extreme Rules Match-

○ランディ・オートン vs ビッグ・ショー●
- ラストマン・スタンディング・マッチ形式WWE王座戦 -Last Man Standing Match for the WWE Championship

△ジョン・シナ(c) vs ライバック△
両者試合続行不能でノー・コンテスト
- スティール・ケージ・マッチ -Steel Cage Match-

○ブロック・レスナー(w / ポール・ヘイマン) vs トリプルH●

### 第6回大会（2014年）WWE Extreme Rules 2014
- 開催日：5月4日
- 開催地：ニュージャージー州イーストラザフォードのアイゾッド・センター
- 観客動員数：15,907人
- 公式大会曲：Kongos - "Come with Me Now"
- ダーク・マッチ/WeeLC match -Dark Match/WeeLC match-

○エル・トリート（w/ディエゴ＆フェルナンド） vs ホーンスワグル（w/ヒース・スレイター＆ジンダー・マハル＆ドリュー・マッキンタイア）●
- トリプルスレット形式エリミネーション・マッチ -Triple Threat Elimination match-

○セザーロ(w / ポール・ヘイマン) vs ジャック・スワガー(w / ゼブ・コルター) vs ロブ・ヴァン・ダム
- ハンディキャップ・マッチ　-2 on 1 handicap match-

○アレクサンダー・ルセフ(w / ラナ) vs Rトゥルース＆エグザビアー・ウッズ●
- インターコンチネンタル王座戦 -WWE Intercontinental Championship-

●ビッグ・E(c) vs バッド・ニュース・バレット○
- 6人タッグチーム・マッチ -6-person Tag Team Match-

○ザ・シールド(ディーン・アンブローズ&セス・ロリンズ&ロマン・レインズ) vs エボリューション(トリプルH&ランディ・オートン&バティスタ)●
- スティール・ケージ・マッチ -Steel Cage Match-

○ブレイ・ワイアット(w/ルーク・ハーパー&エリック・ローワン) vs ジョン・シナ●
- ディーヴァズ王座戦 -WWE Divas Championship-

○ペイジ(c) vs タミーナ・スヌーカ●
- エクストリーム・ルール・マッチ形式WWE世界ヘビー級王座戦 -Extreme Rules Match for the WWE World Heavyweight Championship-

○ダニエル・ブライアン(c) vs ケイン●

### 第7回大会（2015年）WWE Extreme Rules 2015
- 開催日：4月26日
- 開催地：イリノイ州ローズモントのオールステート・アリーナ
- 観客動員数：14,197人
- 公式大会曲：フォール・アウト・ボーイ - "Irresistible"
- プレ・ショー -Pre-show-

○ネヴィル vs バッド・ニュース・バレット●
- シカゴ・ストリート・ファイト戦 -Chicago Street Fight Match-

○ディーン・アンブローズ vs ルーク・ハーパー●
- キス・マイ・アス・マッチ -Kiss My Ass Match-

○ドルフ・ジグラー vs シェイマス●
シェイマスは試合に負けたがジグラーにローブローを行い、逆に自分の尻にキスさせた
- WWEタッグ王座戦 -Tag team match for the WWE Tag Team Championship-

●タイソン・キッド&セザーロ(c) vs ニュー・デイ(ビッグ・E&コフィ・キングストン(w/エグザビアー・ウッズ))○
- ロシアンチェーン形式ユナイテッドステイツ王座戦 -Russian Chain match for the WWE United States Championship-

○ジョン・シナ(c) vs ルセフ(w / ラナ)●
- ディーヴァズ王座戦 -WWE Divas Championship-

○ニッキー・ベラ(c)(w / ブリー・ベラ) vs ナオミ●
- ラストマン・スタンディング・マッチ戦 -Last Man Standing match-

○ロマン・レインズ vs ビッグ・ショー●
- スティール・ケージ・マッチ形式WWE世界ヘビー級王座戦 -Steel Cage match for the WWE World Heavyweight Championship-

○セス・ロリンズ(c) vs ランディ・オートン●
ケインがケージの門番に、オートンは決め技、RKOを使えないルール

### 第8回大会（2016年）WWE Extreme Rules 2016
- 開催日：5月22日
- 開催地:ニュージャージー州ニューヨークのプルデンシャル・センター
- 観客動員数：15,953人
- 公式大会曲：PVRIS - "Fire"
- プレショー -Pre Show-/ノーDQ戦 -No Disqualification Match-

○バロン・コービン vs ドルフ・ジグラー●
- トルネード形式タッグ・マッチ -Tornade Tag team Match-

○ルーク・ギャローズ&カール・アンダーソン vs ウーソズ (ジミー・ウーソ&ジェイ・ウーソ)●
- ユナイテッドステイツ王座戦  -WWE Unitedstate Championship-

●カリスト(c) vs ルセフ(w/ラナ)○
- WWEタッグ王座戦 -WWE Tag Team Championship-

○ニュー・デイ (ビッグ・E&エグザビアー・ウッズ)(w/コフィ・キングストン)(c) vs ボード・ビレインズ(エイデン・イングリッシュ&サイモン・ゴッチ)●
- フェイタル4ウェイ形式インターコンチネンタル王座戦 -Fatal 4 Way match for Intercontinental Championship-

○ザ・ミズ(c) vs ケビン・オーウェンズ vs サミ・ゼイン vs セザーロ
- アサイラムマッチ -Asylum match-

○ディーン・アンブローズ vs クリス・ジェリコ●
- サブミッション・マッチ形式女子王座戦 -Sabmission match for Womans Championship-

○シャーロット(c) vs ナタリア●
- エクストリーム・ルール・マッチ形式WWE世界ヘビー級王座戦 -Extreme Rules Match for WWE World Heavyweight Championship-

○ロマン・レインズ(c) vs AJスタイルズ●

### 第9回大会（2017年）WWE RAW's Extreme Rules 2017
- 開催日：6月4日
- 開催地:メリーランド州ボルチモアのロイヤル・ファームズ・アリーナ
- 観客動員数：11,769人
- 公式大会曲：バーンズ・コートニー - "Hellfire"
- キックオフ・ショー -Kickoff Show-

○カリスト vs アポロ・クルーズ(w / タイタス・オニール)●
- インターコンチネンタル王座戦 -WWE Intercontinental Championship-

●ディーン・アンブローズ(c) vs ザ・ミズ(w / マリース)○
反則裁定でも王座移動の取り決め。
- 男女混合タッグ戦 -Mixed tag team match-

○リッチ・スワン&サシャ・バンクス vs ノアム・ダー&アリシア・フォックス●
- RAW女子王者ケンドースティック戦 -Kendo Stick on a Pole match for the WWE Raw Women's Championship-

○アレクサ・ブリス(c) vs ベイリー●
- WWE RAWタッグチーム王座スチール・ケージ戦 -Steel Cage match for the WWE Raw Tag Team Championship-

●ハーディー・ボーイズ(マット・ハーディー&ジェフ・ハーディー)(c) vs シェイマス&セザーロ○
- WWEクルーザー級王座サブミッション戦 -Submission match for the WWE Cruiserweight Championship-

○ネヴィル(c) vs オースチン・エリーズ●
- フェイタル5ウェイWWEユニバーサル王座挑戦者決定戦 -Fatal 5-Way Extreme Rules match to determine the #1 contender for the WWE Universal Championship-

○サモア・ジョー vs ロマン・レインズ vs セス・ロリンズ vs ブレイ・ワイアット vs フィン・ベイラー●

### 第10回大会（2018年）WWE Extreme Rules 2018
- 開催日：7月15日
- 開催地:PPGペインツ・アリーナ (ペンシルベニア州ピッツバーグ)
- 観客動員数：14,739人
- 公式大会曲：デッド・サラ - "Heaven's Got a Back Door"[1]

| No.                                                                             | 結果 | 試合形式                                                  | 時間  |
| ------------------------------------------------------------------------------- | --- | --------------------------------------------------------- | ----- |
| 1P                                                                              | ◯アンドラーデ・"シエン"・アルマス (with ゼリーナ・ヴェガ) vs. シンカラ●                                                                          | シングルマッチ                                            | 7:00  |
| 2P                                                                              | ◯サニティー (エリック・ヤング, アレクサンダー・ウルフ & キリアン・デイン) vs. ニュー・デイ (ビッグE, コフィ・キングストン & エクザビア・ウッズ)● | テーブルマッチ                                            | 8:00  |
| 3                                                                               | ●マット・ハーディー & ブレイ・ワイアット (c) vs. Bチーム (ボー・ダラス & カーティス・アクセル)◯                                                  | WWEロウタッグ王座戦選手権試合                             | 8:00  |
| 4                                                                               | ◯フィン・ベイラー vs. バロン・コービン● | シングルマッチ                                            | 8:20  |
| 5                                                                               | ◯カーメラ (c) vs. アスカ● | WWEスマックダウン女子王座戦                               | 5:25  |
| 6                                                                               | ●ジェフ・ハーディー (c) vs. 中邑真輔○ | WWE US王座戦                                              |       |
| 7                                                                               | ◯ケヴィン・オーウェンズ vs. ブラウン・ストローマン● - ケヴィン・オーウェンズがケージからの脱出により勝利                                         | スティール・ケージマッチ                                  | 8:05  |
| 8                                                                               | ○ブラジオン・ブラザーズ (ハーパー & ローワン) (c) vs. ヘル・ノー (ダニエル・ブライアン & ケイン)●                                                | WWEスマックダウンタッグ王座戦                             | 8:20  |
| 9                                                                               | ◯ボビー・ラシュリー vs. ローマン・レインズ● | シングルマッチ                                            | 14:50 |
| 10                                                                              | ◯アレクサ・ブリス (c) (with ミッキー・ジェームス) vs. ナイア・ジャックス (with ナタリヤ)●                                                        | WWEロウ女子王座戦                                         | 7:30  |
| 11                                                                              | ◯AJ スタイルズ (c) vs. ルセフ (with エイダン・イングリッシュ)●                                                                                   | WWE王座戦                                                 | 15:35 |
| 12                                                                              | ◯ドルフ・ジグラー (c) (with ドリュー・マッキンタイア) vs. セス・ロリンズ● - 5-4でドルフ・ジグラーが王座防衛                                      | 30分アイアンマンマッチ形式WWEインターコンチネンタル王座戦 | 30:10 |
| - (c) – 試合開始時点でのチャンピオンを指す - P – プレショーで行われた試合を指す | |                                                           |       |

### 第11回大会（2019年）WWE Extreme Rules 2019
| No.                                                                             | 結果 | 試合形式 | 時間  |
| ------------------------------------------------------------------------------- | --- | --- | ----- |
| 1P                                                                              | ●フィン・ベイラー (c) vs. 中邑真輔○ | WWEインターコンチネンタル王座戦                                                                                 | 7:40  |
| 2P                                                                              | ○ドリュー・グラック (c) vs. トニー・ニース●                                                                                              | WWEクルーザー級王座戦                                                                                           | 7:25  |
| 3                                                                               | ○アンダーテイカー & ローマン・レインズ vs. シェイン・マクマホン & ドリュー・マッキンタイア●                                              | ノー・ホールズ・バード形式タッグチームマッチ                                                                    | 17:00 |
| 4                                                                               | ○ザ・リバイバル (ダッシュ・ワイルダー & スコット・ドーソン) (c) vs. ウーソズ (ジェイ・ウーソ & ジミー・ウーソ)●                          | WWEロウタッグ王座戦                                                                                             | 12:35 |
| 5                                                                               | ○アリスター・ブラック vs. セザーロ● | シングルマッチ                                                                                                  | 9:45  |
| 6                                                                               | ○ベイリー (c) vs. アレクサ・ブリス & ニッキー・クロス●                                                                                   | ハンディーキャップ形式WWEスマックダウン女子王座戦                                                               | 10:30 |
| 7                                                                               | ○ブラウン・ストローマン vs. ボビー・ラシュリー●                                                                                          | ラストマン・スタンディング戦                                                                                    | 17:30 |
| 8                                                                               | ●ダニエル・ブライアン & ローワン (c) vs. ニュー・デイ (ビッグ・E & エグゼビア・ウッズ)○ vs. ヘヴィー・マシナリー (オーティス & タッカー) | トリプルスレッド形式WWEスマックダウンタッグ王座戦                                                               | 14:00 |
| 9                                                                               | ●リコシェ (c) vs. AJスタイルズ○ (with ルーク・ギャローズ & カール・アンダーソン)                                                         | WWE US王座戦 | 16:30 |
| 10                                                                              | ○ケヴィン・オーウェンズ vs. ドルフ・ジグラー●                                                                                            | シングルマッチ                                                                                                  | 0:17  |
| 11                                                                              | ○コフィ・キングストン (c) vs. サモア・ジョー●                                                                                            | WWE王座戦 | 9:45  |
| 12                                                                              | ○セス・ロリンズ (c) & ベッキー・リンチ (c) vs. バロン・コービン & レイシー・エヴァンス●                                                  | ラストチャンス・勝者総取り・エクストリーム・ルールズ・ミックスタッグ形式WWEユニバーサル王座 & WWEロウ女子王座戦 | 19:55 |
| 13                                                                              | ●セス・ロリンズ (c) vs. ブロック・レスナー○ (with ポール・ヘイマン)                                                                      | WWEユニバーサル王座戦 ブロック・レスナーがマネー・イン・ザ・バンクの権利を行使                                  | 0:13  |
| - (c) – 試合開始時点でのチャンピオンを指す - P – プレショーで行われた試合を指す | | |       |

### 第12回大会 (2020年) The Horror Show at Extreme Rules
| No.                                                                             | 結果                                                                                  | 試合形式 | 時間  |
| ------------------------------------------------------------------------------- | ------------------------------------------------------------------------------------- | --- | ----- |
| 1P                                                                              | ○ケヴィン・オーウェンズ vs. マーフィー●                                               | シングル戦 | 8:55  |
| 2                                                                               | ●ニュー・デイ (ビッグ・E & コフィ・キングストン) (c) vs. セザーロ & 中邑真輔○         | テーブル形式WWEスマックダウンタッグ王座戦                                                                                               | 10:25 |
| 3                                                                               | ○ベイリー (c) (with サーシャ・バンクス) vs. ニッキー・クロス● (with アレクサ・ブリス) | WWEスマックダウン女子王座戦 | 12:20 |
| 4                                                                               | ○セス・ロリンズ vs. レイ・ミステリオ●                                                 | アイ・フォー・アン・アイ戦 勝利条件: 相手の目玉をくり抜く                                                                               | 18:05 |
| 5                                                                               | △アスカ (c) (with カイリ・セイン) vs. サーシャ・バンクス△ (with ベイリー) 無効試合    | WWEロウ女子王座戦 | 20:00 |
| 6                                                                               | ○ドリュー・マッキンタイア (c) vs. ドルフ・ジグラー●                                   | エクストリーム・ルールズ形式WWE王座戦 ジグラーのみエクストリーム・ルールズ適用。 マッキンタイアは反則、カウントアウト決着でも王座陥落。 | 15:25 |
| 7                                                                               | ○ブレイ・ワイアット vs. ブラウン・ストローマン●                                       | ワイアット・スワンプ・ファイト戦 | -     |
| - (c) – 試合開始時点でのチャンピオンを指す - P – プレショーで行われた試合を指す |                                                                                       | |       |

### 第13回大会 (2021年) WWE Extreme Rules 2021
| No.                                                                             | 結果 | 試合形式                                          | 時間  |
| ------------------------------------------------------------------------------- | --- | ------------------------------------------------- | ----- |
| 1P                                                                              | ○リヴ・モーガン vs. カーメラ● | シングル戦                                        | 7:52  |
| 2                                                                               | ○ニュー・デイ (ビッグE, コフィ・キングストン & エクゼビア・ウッズ) vs. ボビー・ラシュリー, AJ・スタイルズ & オモス●                 | 6人タッグチーム戦                                 | 18:15 |
| 3                                                                               | ○ジ・ウーソズ (ジェイ・ウーソ & ジミー・ウーソ) (c) vs. ザ・ストリート・プロフィッツ● (アンジェロ・ドーキンス & モンテス・フォード) | WWEスマックダウンタッグ王座戦                     | 13:45 |
| 4                                                                               | ○シャーロット・フレアー (c) vs. アレクサ・ブリス●                                                                                   | WWEロウ女子王座戦                                 | 11:25 |
| 5                                                                               | ○ダミアン・プリースト (c) vs. ジェフ・ハーディー vs. シェイマス●                                                                    | トリプルスレッド形式WWE US王者戦                  | 13:25 |
| 6                                                                               | ●ベッキー・リンチ (c) vs. ビアンカ・ベレア○ 反則裁定による決着 (ベッキー・リンチが王座防衛)                                         | WWEスマックダウン女子王者戦                       | 17:26 |
| 7                                                                               | ○ローマン・レインズ (c) (with ポール・ヘイマン) vs. "ザ・デーモン"・フィン・ベイラー●                                               | エクストリーム・ルールズ形式WWEユニバーサル王座戦 | 19:45 |
| - (c) – 試合開始時点でのチャンピオンを指す - P – プレショーで行われた試合を指す | |                                                   |       |

### 第14回大会 (2022年) WWE Extreme Rules 2022
| No.                                        | 結果 | 試合形式                                                              | 時間  |
| ------------------------------------------ | --- | --------------------------------------------------------------------- | ----- |
| 1                                          | ○ザ・ブローリング・ブルータス (シェイマス, ブッチ & リッジ・ホランド) vs. インペリアム● (グンター, ルドウィグ・カイザー & ジョヴァンニ・ヴィンチ) | グッド・オールド・ファッションド・ドニーブルック形式6人タッグチーム戦 | 17:50 |
| 2                                          | ●リヴ・モーガン (c) vs. ロンダ・ラウジー○ | エクストリーム・ルールズ形式WWEスマックダウン女子王者戦               | 12:05 |
| 3                                          | ○カリオン・クロス (with スカーレット) vs. ドリュー・マッキンタイア●                                                                               | ストラップ戦                                                          | 10:20 |
| 4                                          | ○ビアンカ・ベレア (c) vs. ベイリー● | ラダー形式WWEロウ女子王座戦                                           | 16:40 |
| 5                                          | ○フィン・ベイラー vs. エッジ● | アイ・クイット戦                                                      | 29:55 |
| 6                                          | ○マット・リドル vs. セス・ロリンズ● | ファイト・ピット戦 スペシャルゲストレフェリー: ダニエル・コーミエ     | 16:35 |
| - (c) – 試合開始時点でのチャンピオンを指す | |                                                                       |       |